# Mroží muž
Mroží muž (v anglickém originále Tusk) je americký komediální filmový horor z roku 2014, který natočil režisér Kevin Smith podle vlastního scénáře. Hlavní role ztvárnili Michael Parks, Justin Long, Haley Joel Osment, Genesis Rodriguez, Lily-Rose Depp a Johnny Depp. Snímek vypráví o arogantním podcasterovi (Long), který kvůli rozhovoru cestuje do Kanady, kde se setká s excentrickým vysloužilým námořníkem (Parks), jenž je posedlý jedním mrožem. Jedná se o první film zamýšlené Smithovy kanadské trilogie, v roce 2016 jej následoval film Yoga Hosers.
Námět filmu napadl Smithe během nahrávání dílu č. 259 jeho podcastu SModcast z června 2013. Natáčení filmu probíhalo v Severní Karolíně v listopadu 2013, rozpočet snímku činil 3 miliony dolarů. Film byl premiérově promítán 6. září 2014 na Toronto International Film Festivalu, slavnostní premiéra proběhla 16. září 2014 v Los Angeles. Do amerických kin byl snímek uveden 19. září 2014 společností A24. Celosvětové tržby dosáhly 1,9 milionu dolarů.